# Новий Лісабонський університет
Новий Лісабонський університет (порт. Universidade Nova de Lisboa; лат. Universitas Nova Olisiponensis) — державний університет у Португалії. Розташований у Лісабоні. Заснований 1973 року. Підпорядковується Міністерству науки, технології і вищої освіти.  Має кампуси у Лісабоні. Поділяється на такі факультети: наук і технологій; суспільних і гуманітарних наук; медичних наук; юридичний; економічний. Має магістратуру й аспірантуру. При університеті діють інститути гігієни і тропічної медицини; хімічно-біологічних технологій; статистики та інформаційного управління. Скорочений запис — NOVA (новий).

## Факультети
- Факультет наук і технологій
- Факультет суспільних і гуманітарних наук
- Факультет медичних наук
- Факультет юридичний
- Факультет економічний